# Ернст Авґуст Ґайтнер

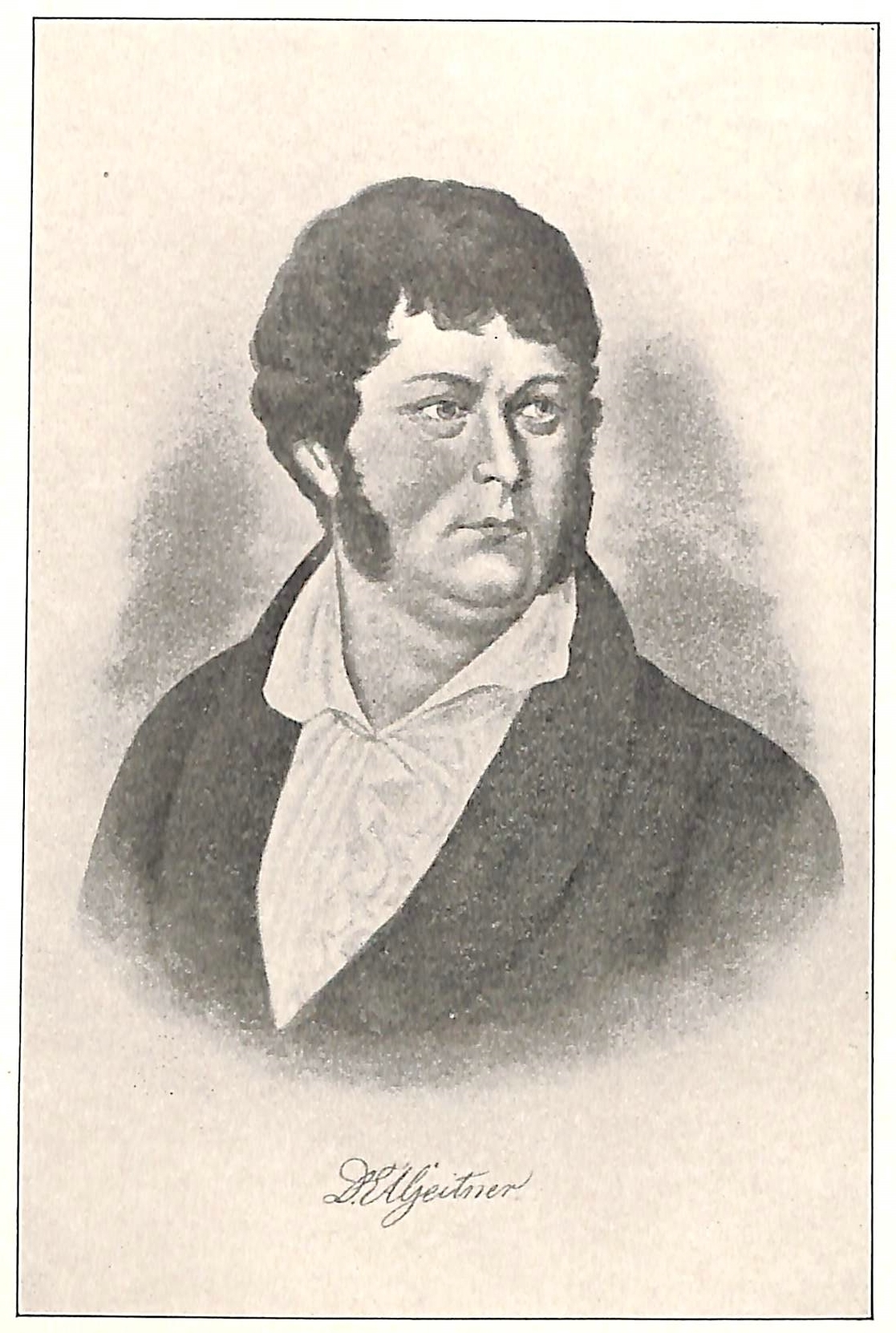
Портрет Ернста Авґуста Ґайтнера (1783–1852)

Ернст Авґуст Ґайтнер (нім. Ernst August Geitner;12  червня 1783, Ґера — 24 жовтня 1852, Шнееберґ ) — німецький хімік, лікар, ботанік і винахідник.

## Життя і діяльність

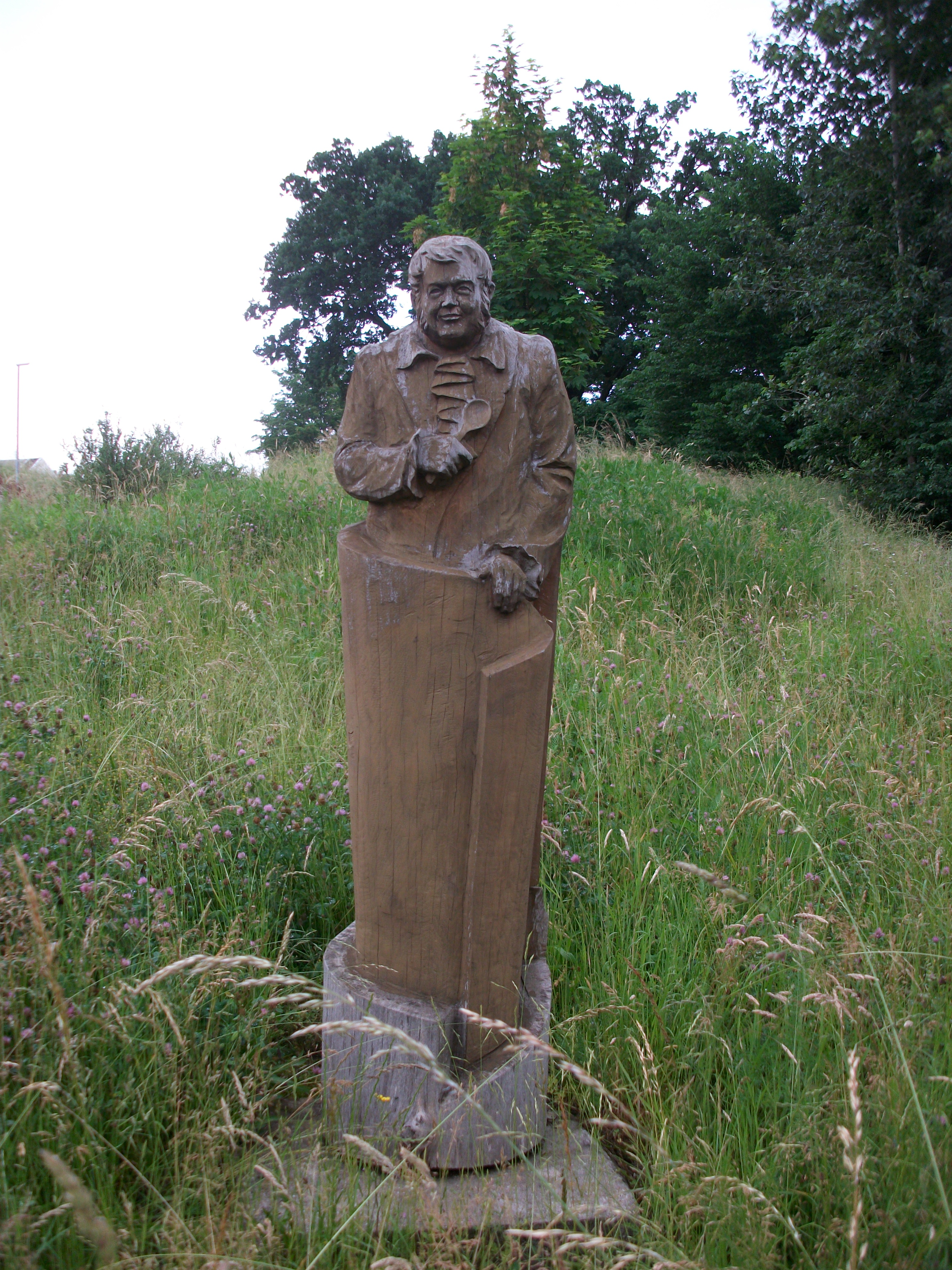
Ернст Авґуст Ґайтнер (скульптура в Ауе)

### Навчання та створення виробництва
Ґайтнер, який вивчав медицину в Ґері з 1801 року, потім хімію та фізику в Ляйпціґському університеті та отримав докторський ступінь, відкрив медичну практику в Лесніці в 1809 році. Окрім своєї професії лікаря, він присвятив себе своїй пристрасті до хімії та заснував невелику хімічну фабрику в 1810 році для виробництва зелених мідних барвників. У 1815 році він переніс свою фабрику Ґайтнера до Шнееберґа через брак місця.
У 1819 році він розробив жовтий барвник для фарбування текстилю з ацетату свинцю (II) та дихромату калію.
Він жив у громаді Ауергаммер, його металевий завод ( завод з виробництва срібла та латуні ) був тимчасово переданий його синові Альфреду, після смерті якого в 1855 році управління перейняв зять Ернста Авґуста Франц Адольф Лянґе.

### Винахід та виробництво арґентану
У 1823 році Ґайтнеру вдалося виробити арґентан з 20 відсотків нікелю, 55 відсотків міді та 25 відсотків цинку, що було схоже на китайський пакфонґ. Це забезпечило перше використання нікелю, який у великих кількостях знаходився у вісмутово-кобальтово-нікелевих рудах Шнееберґа. Раніше нікелеву сировину викидали як непотрібний побічний продукт виробництва синього барвника. Брати Генніґер у Берліні, яким у 1824 році вдалося виробити сплав, подібний до арґентану, під назвою «нойзільбер», отримували нікель від Ґайтнера для виробництва столових приборів.
Для промислового виробництва цього сплаву, який був особливо придатним для столових приборів та фурнітури завдяки своєму сріблястому блиску та значній ціновій перевазі над сріблом, він придбав колишню мануфактуру в Ауергаммері при Ауе та збудував фабрику з виробництва арґентану, яка почала виробляти листовий арґентан у 1829 році. Спочатку вони стали виробляти банки, чайні і кавові ложки, щипці для цукру, шпори для верхової їзди. Ґайтнер також постачав столове срібло фабрикам столового приладдя Auer Wellner та Hutschenreuther. Цей завод дав початок сучасній компанії Auerhammer Metallwerk GmbH, яка називається так з 1990 року.

### Теплиці Ґайтнера

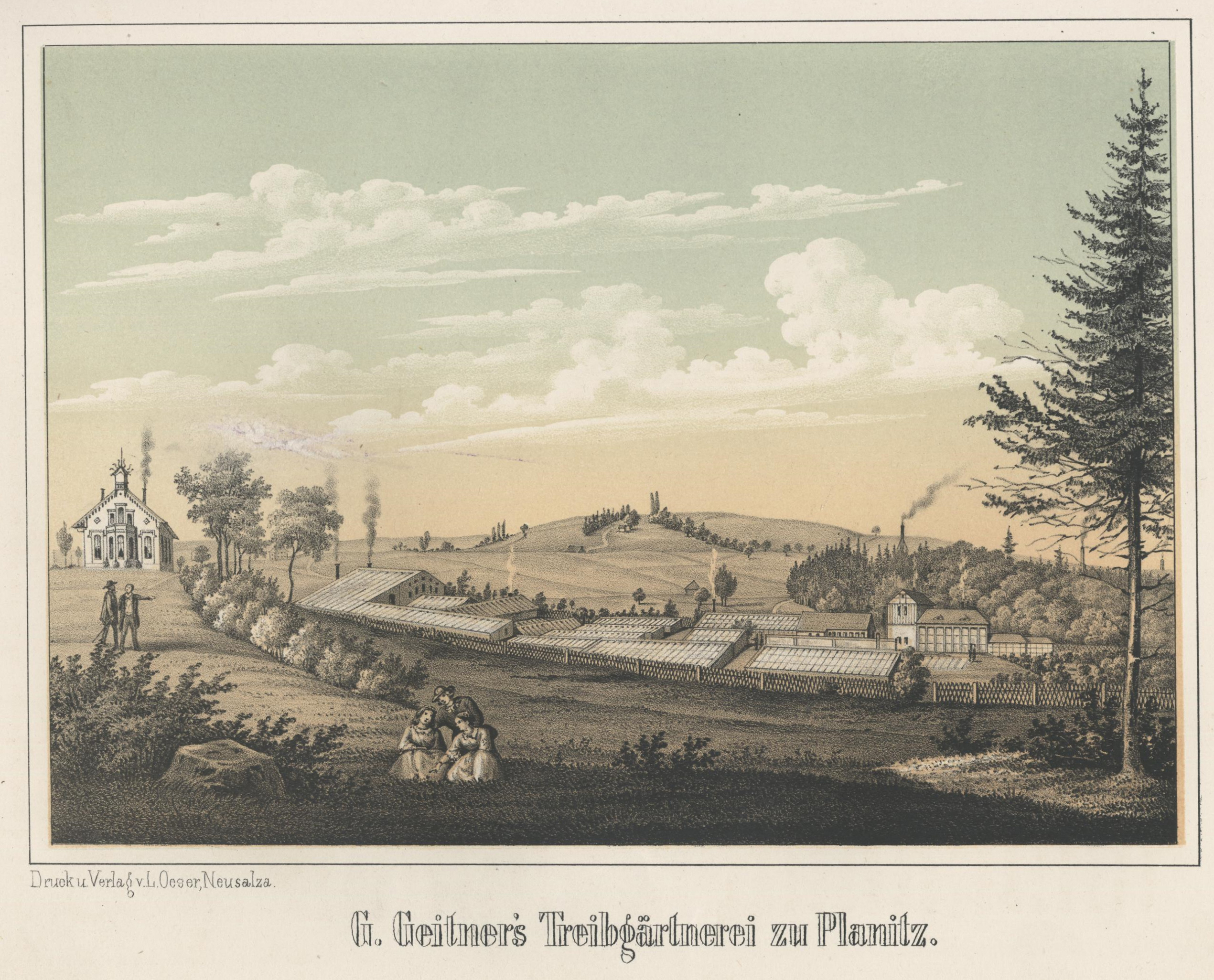
Теплиці Ґайтнера, близько 1850 року

У 1837 році Ґайтнер придбав ділянку землі у родини фон Арнім у Планіці та заснував на ній теплицю. Він використав висхідний потік гарячих газів від тліючого під землею вугілля поблизу Планіца, що досягали температури 75–90°C, помістив їх у труби в землі та застосував, щоб обігрівати теплиці для вирощування тропічних рослин. Банани, манґо, пальми, орхідеї, цукрова тростина і навіть гігантська водяна лілія Вікторія тепер могли процвітати та плодоносити в його теплицях.
У 1838 році розсадник було перетворено на Акціонерне товариство Treibegärtnerei auf den Planitzer Erdbränden. Було випущено 100 акцій номінальною вартістю 25 талерів кожна. Ґайтнер був директором, а камергер фон Арнім — головою акціонерного товариства. Ця ініціатива не була економічно успішною; до 1846 року будівлі занепали, і асоціацію продали з аукціону. Молодший син Ґайтнера, Ґустав Адольф Ґайтнер, був єдиним претендентом і придбав розплідник. Ґустав Ґайтнер був садівником за професією і працював головним садівником у компанії з 1844 року. Під його керівництвом бізнес тепличного садівництва почав розвиватися і став компанією з європейським ім'ям. Він також рекламував цю пам'ятку в газетах. Александр фон Гумбольдт проводив наукові дослідження підйому димових газів у селекційному центрі тропічних рослин Ґайтнера. Вугільні пожежі забезпечували геотермальну енергію щонайменше до 1866 року, коли помер Ґустав Ґайтнер. Після його смерті теплиці занепали, але продовжували працювати як «комерційний розплідник» до 1882 року, коли їх було покинуто після пошкодження градом.

## Публікації
- Die Familie West oder Unterhaltungen eines Hofmeisters mit seinen Zöglingen über Chemie und Technologie, Leipzig 1805/06.
- Chemisch-technologischer Robinson: ein unterhaltendes und belehrendes Lesebuch für die Jugend (Halle 1806; Neuauflage Drei Birken Verlag, Freiburg 2008, ISBN 978-3-936980-26-4).
- Versuche über das Blaufärben wollener Zeuge ohne Indigo, Leipzig 1809.
- Resultate der fabrikmässigen Bereitung des Syrups und Zuckers aus Kartoffelmehl, Leipzig 1812.
- Beschreibung der Treibe-Gärtnerey auf den Erdbränden bey Planitz nächst Zwickau: nebst nähern Nachrichten über Entstehung, Fortschreiten und dermal. Stand der letzteren; nebst 2 illum. geogr. Karten, Leipzig 1839.

## Вебпосилання
- Hermann Meinel: Ernst August Geitner – Erfinder des Argentans und hervorragender Chemiker, Freundeskreis Stadtarchiv Schneeberg
- Ursula Forberger про Ernst August Geitner
- G. Geitner: Wegweiser durch die Treibegärtnerei und Baumschule zu Planitz bei Zwickau in Sachsen. Verlag L. Oeser Neuensalza, 1863 (Digitalisat; PDF; 9,3 MB)
- Бібліографія. Ернст Авґуст Ґайтнер // Німецька національна бібліотека
- Публікації Ґайтнера в Саксонській національній бібліотеці

## Окремі посилання
1. 1 2 3  Deutsche Nationalbibliothek Record #117535796 // Gemeinsame Normdatei — 2012—2016.
2. 1 2  Base biographique — BIU Santé.
3. ↑  Bibliothèque nationale de France BNF: платформа відкритих даних — 2011.
4. ↑  Vom Königlich-Sächsischen Kupferhammer zur F. A. Lange Metallwerke AG 1873–1945. Т. Band II. Sächsisches Druck- und Verlags-Haus. 1997. с. 9. ISBN 3-929048-26-4.
5. ↑  75 Jahre Gemeinschaftsarbeit der Sächsischen Steinkohlenbergwerke. 1936-06. с. 68—69.